# Charles-Antoine Kouakou
Pour les articles homonymes, voir Kouakou.
Charles-Antoine Kouakou, né le 14 juillet 1998 à Paris de parents d'origine ivoirienne, est un athlète paralympique français, champion paralympique à Tokyo en 2021.

## Biographie
Ivoirien d'origine et né à Paris, Charles-Antoine Kouakou découvre l'athlétisme comme loisir à 13 ans sur les conseils d’une éducatrice spécialisée de son Institut Médico-Educatif de Ladoucette de sa ville de résidence, Drancy. Détecté par Sport Toi Bien 93, association de sport adapté où il est toujours licencié, il travaille à mi-temps comme jardinier à l'ESAT des Muguets au Bourget depuis 2017 tout en s'entraînant également avec Vincent Clarico au club d'Antony Athlétisme 92.
En 2018, il participe aux Jeux d'été de l'INAS à Paris.
En mai 2021, il bat le record du monde du 200 m en 21 s 89, puis, en août 2021, il remporte une médaille d'or aux Jeux paralympiques de Tokyo, en 400 m T20, battant au passage d’une seconde son record personnel, le portant à 47 s 63 contre 48 s 64. Il est le premier champion paralympique issu de la Fédération française du sport adapté.
Le 28 août 2024, il est l'un des cinq derniers relayeurs de la flamme ayant allumé la vasque des Jeux paralympiques d'été de 2024.

## Filmographie
- Crois pas qu'on dort (2025)[8]

## Décorations
- Chevalier de la Légion d'honneur (2021)[9]